# Hermann Lanz Aulendorf

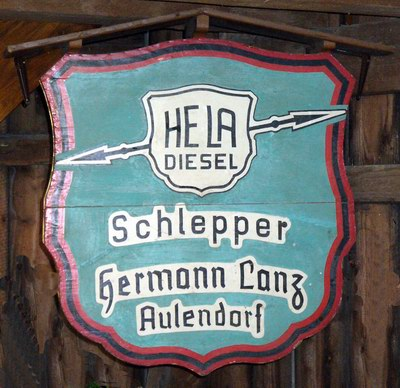
HELA-Werbung

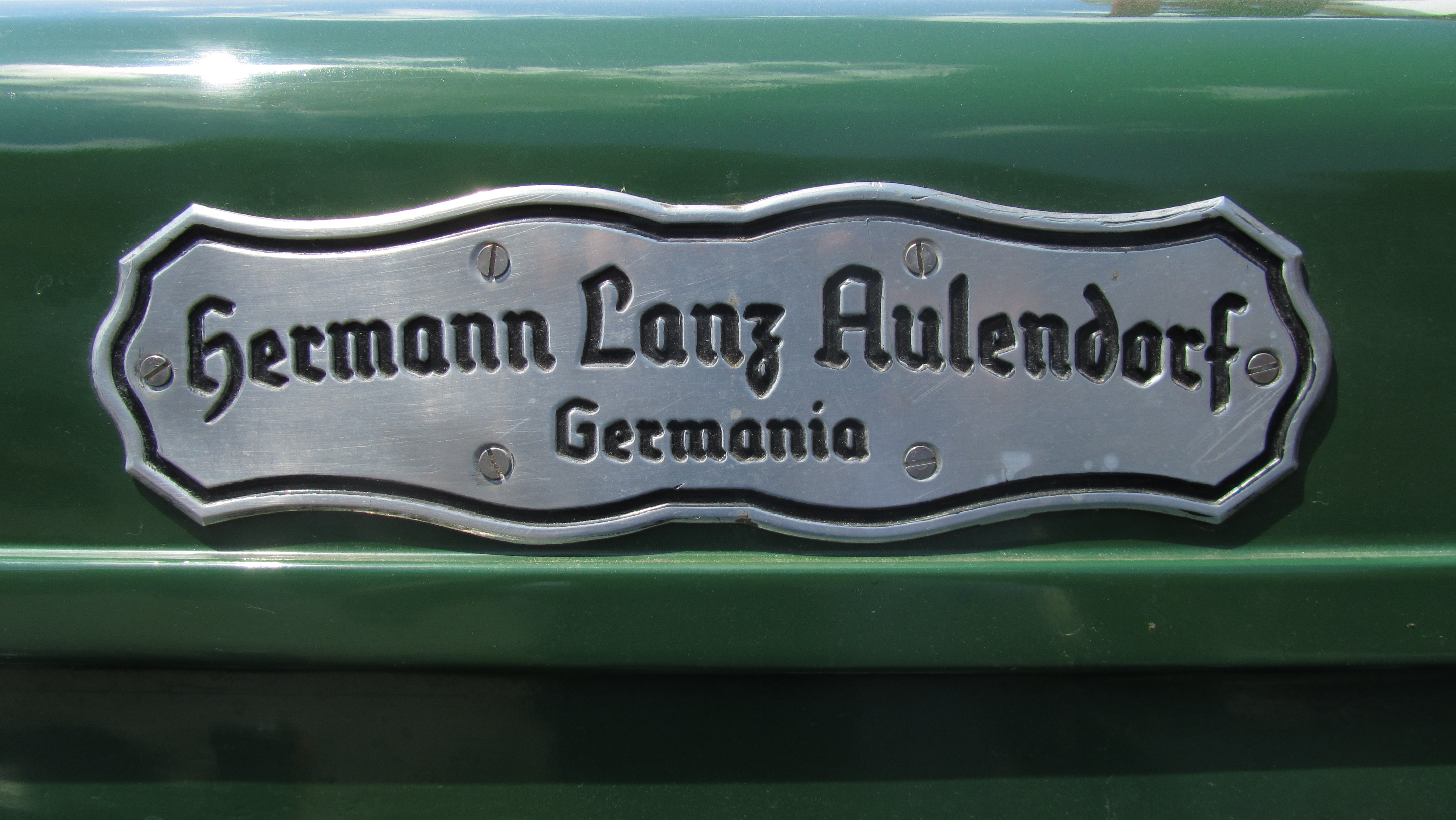
HELA-Schild

Die Firma HELA Hermann Lanz Aulendorf war ein Hersteller von Landmaschinen aus Aulendorf in Oberschwaben.

## Geschichte
Hermann Lanz Senior gründete 1888 die Firma Lanz Aulendorf, eine mechanische Werkstätte für Reparaturen an landwirtschaftlichen Geräten. Sein Sohn Hermann Lanz Junior, am 17. Februar 1890 geboren, begann 1905 im Betrieb seines Vaters eine Lehre zum Schlosser. Seine Meisterprüfung legte er 1913 ab. 1914 übernahm er den Betrieb, der unter der Bezeichnung Hermann Lanz jun. weitergeführt wurde.
Ab 1915 begann die Herstellung von selbst entwickelten landwirtschaftlichen Geräten. Hergestellt wurden v. a. Geräte zur Feldbearbeitung wie Eggen, Pflüge und Walzen. Zur Weiterverarbeitung der landwirtschaftlichen Erzeugnisse wurden aber auch Most- und Kartoffelpressen, Getreide- und Futterschneider sowie andere Gerätschaften für Haushalt und Landwirtschaft produziert. 1929 wurde der erste Motormäher vorgestellt, 1936 der erste Schlepper. 1938 trat mit Anton Lanz die dritte Generation in das Familienunternehmen ein. Im Jahr darauf wurde die Produktion von Landmaschinen aufgegeben, und Lanz konzentrierte sich fortan voll auf die Produktion von Traktoren.
Nach dem Ende des Zweiten Weltkriegs wurde das Werk in Aulendorf von der französischen Besatzungsmacht demontiert. Erst 1949/1950 konnte wieder eine Serienproduktion aufgenommen werden. Ab 1955 wurden eigene Dieselmotoren hergestellt. 1958 wurden mit den Modellen S18 und S24 die ersten Schmalspurtraktoren ins Produktprogramm aufgenommen.
1979 verkaufte die Familie Lanz die Firma an die IBH-Holding. Die Fertigung von Traktoren wurde eingestellt und die Produktion konzentrierte sich auf den Kompaktlader ZETCAT. Nach dem Konkurs der IBH im Jahr 1983, der Übernahme durch die französische Pel-Job-Gruppe und danach durch die Eder-Firmengruppe wurde bis 1991 die Fertigung an die Zeppelin Baumaschinen GmbH übertragen. Die Gebäude in Aulendorf wurden 1995 abgerissen.

## Bildergalerie

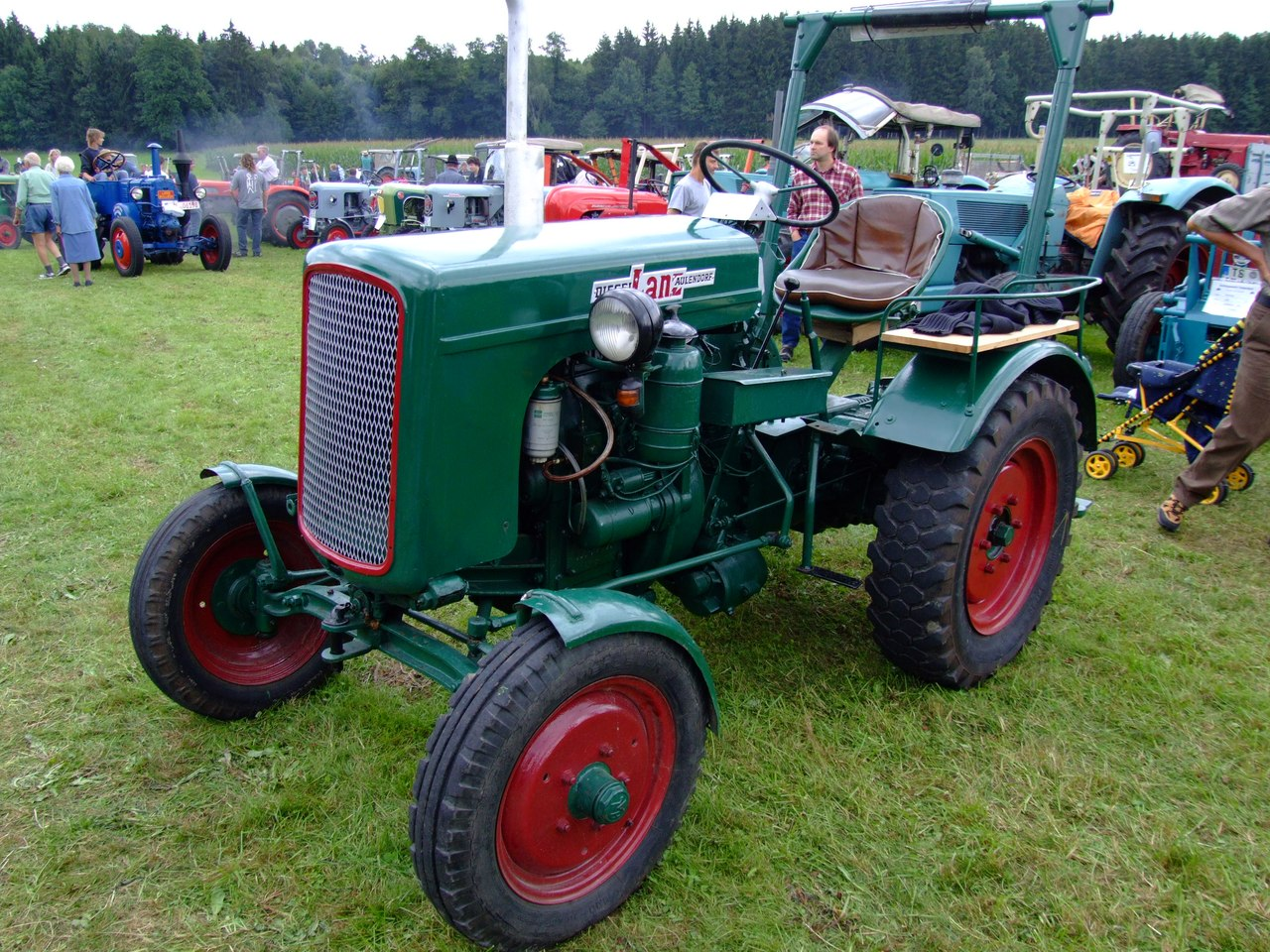
HELA-Schlepper
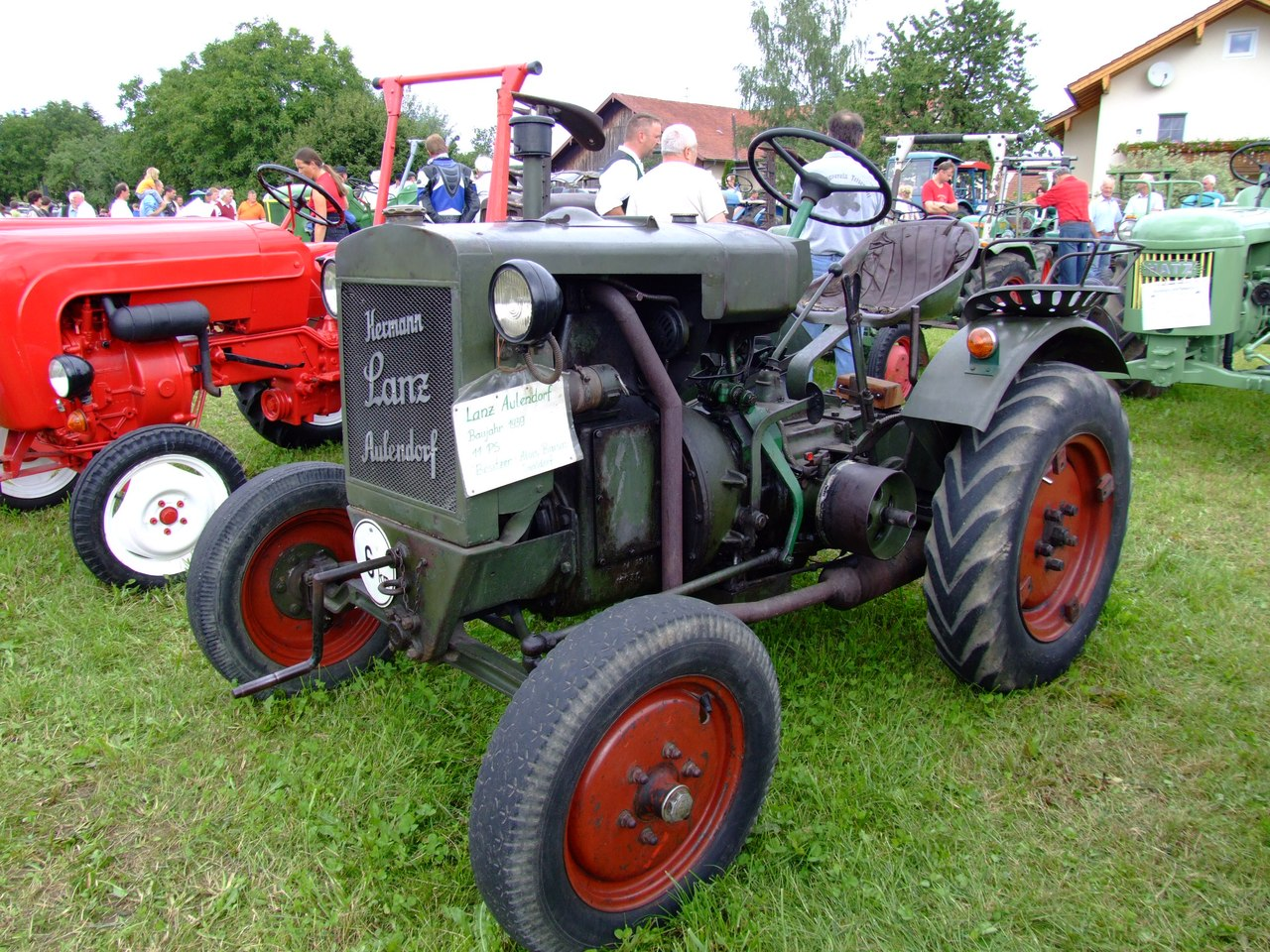
Hermann Lanz Aulendorf (1939)
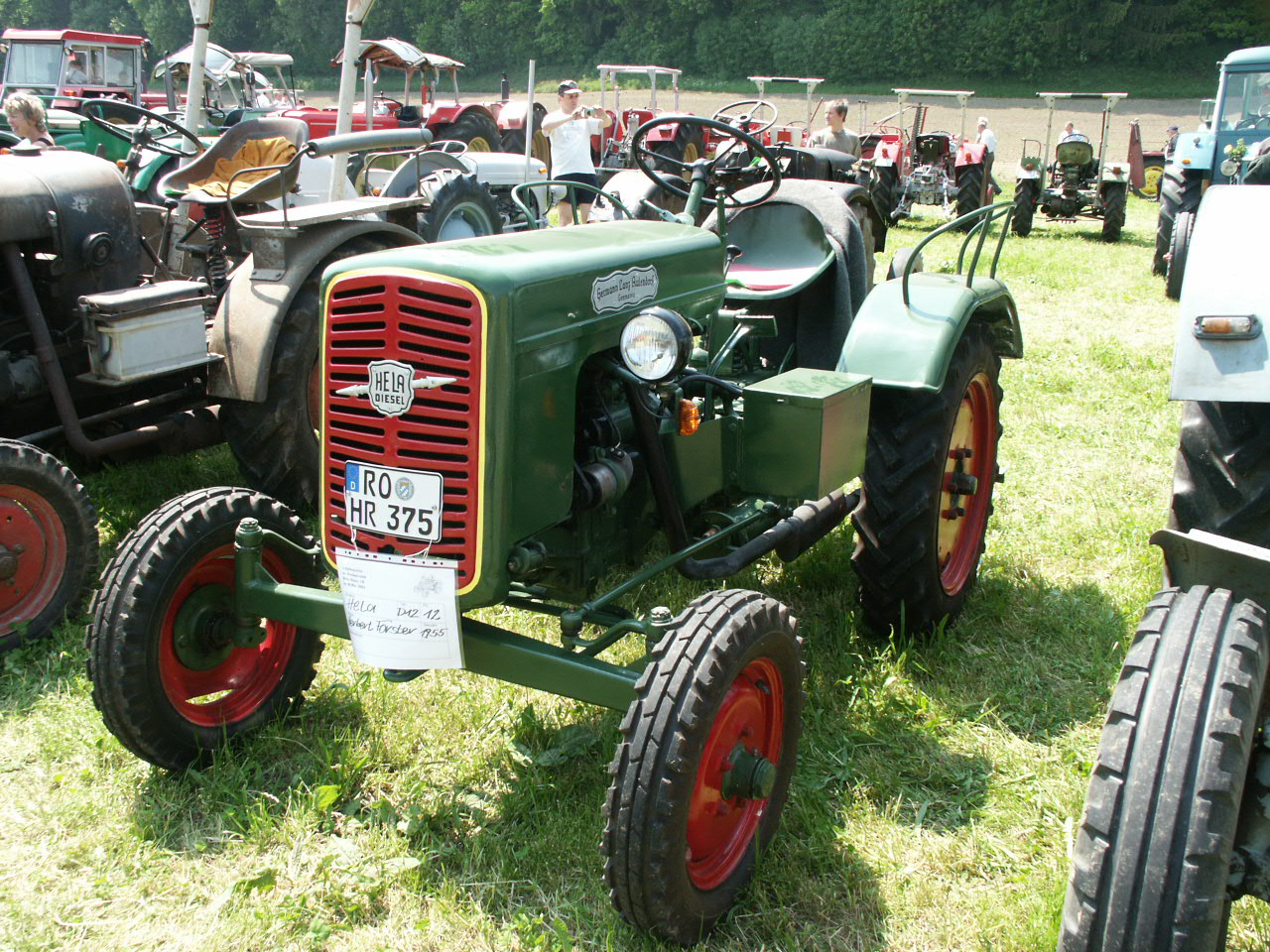
HELA D12 (1955)
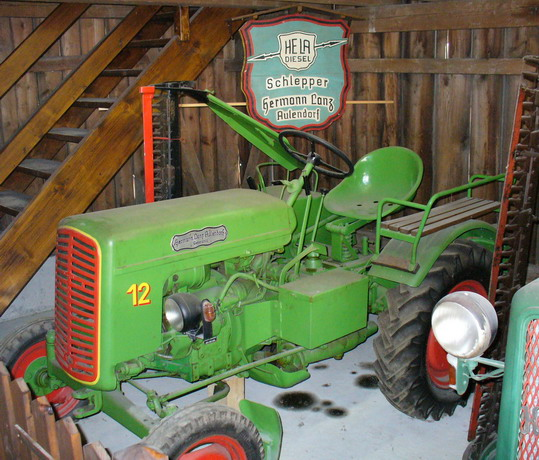
HELA D12 (um 1956)
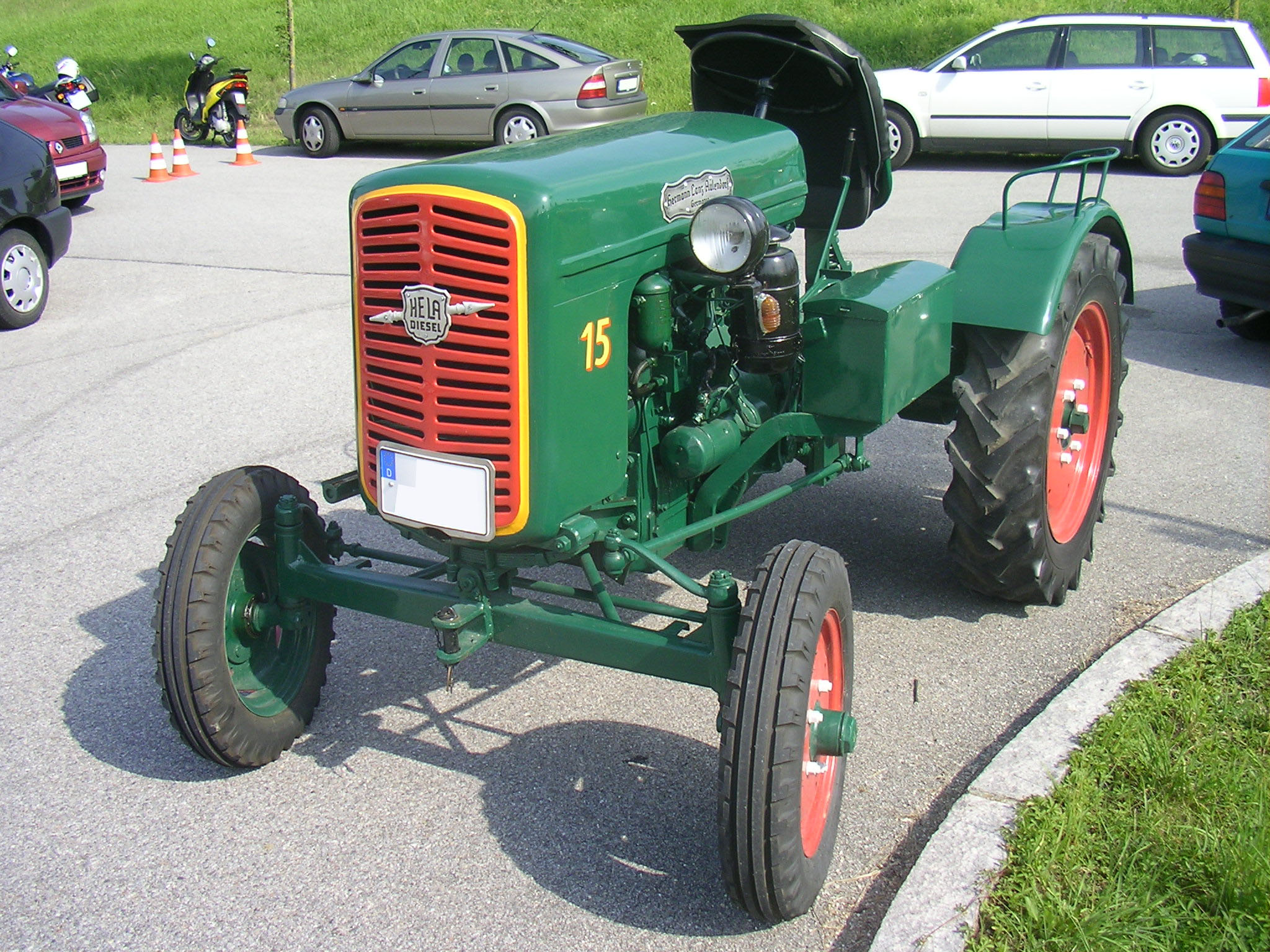
HELA D15
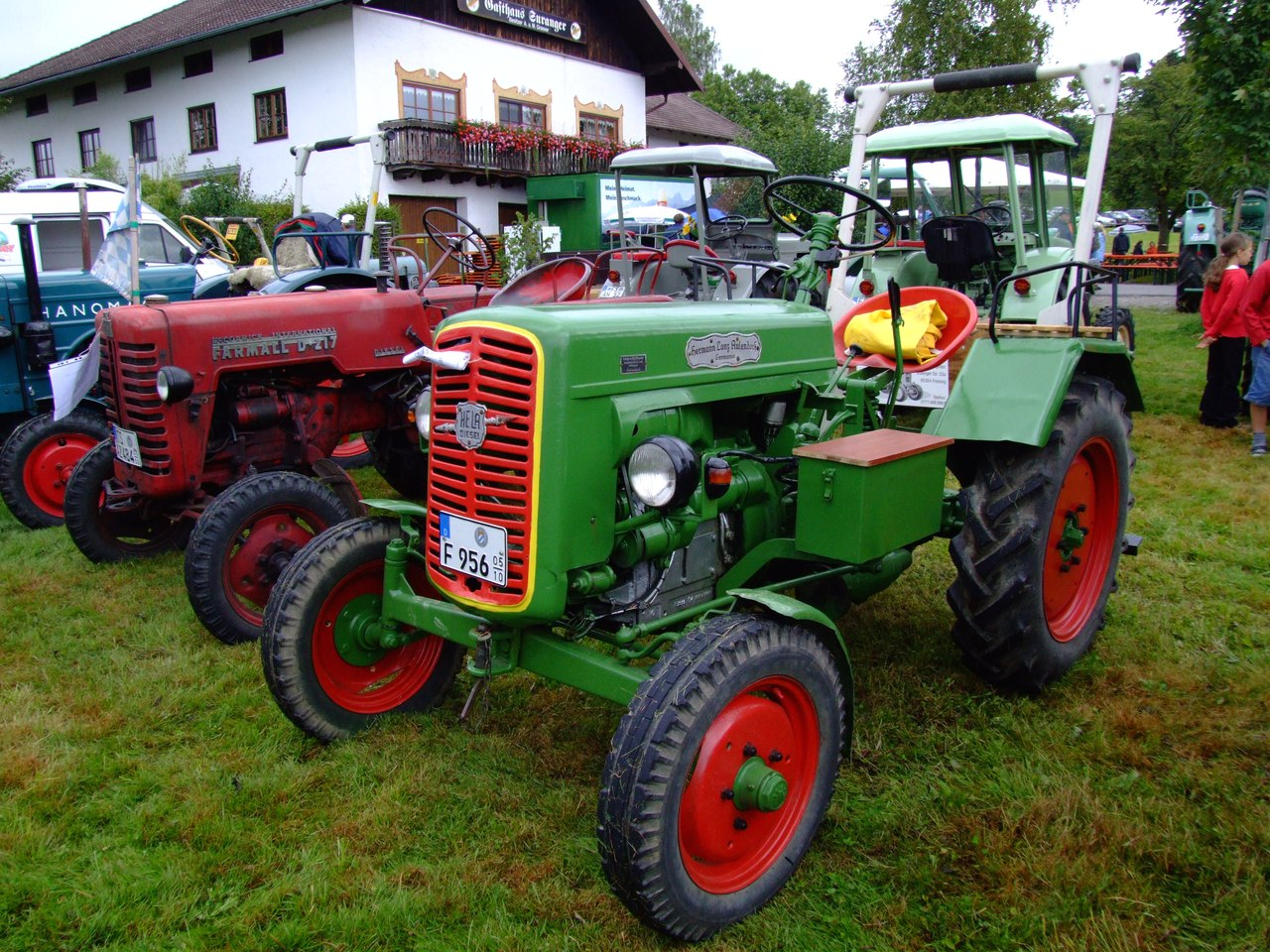
HELA D24 (1955)
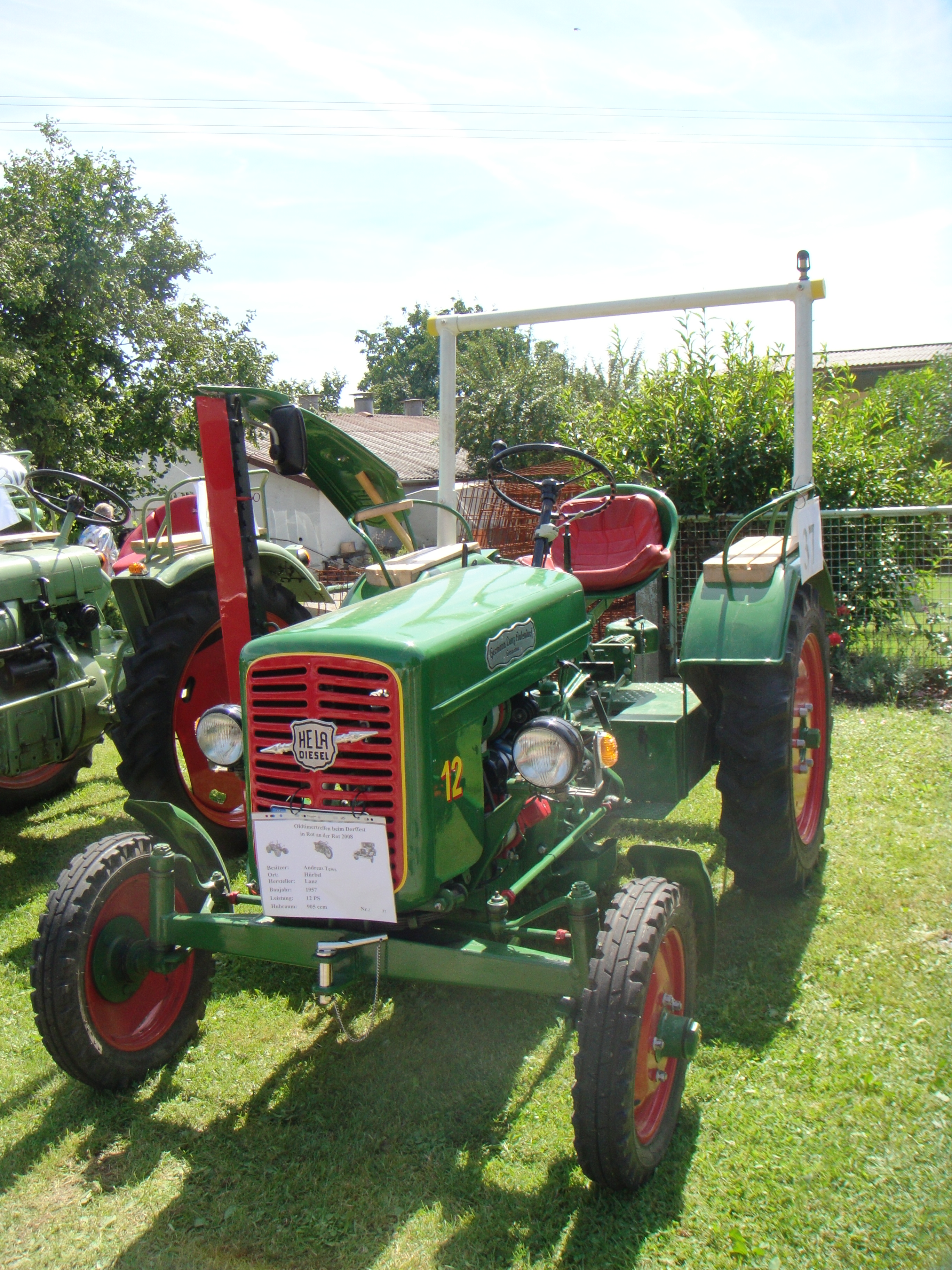
HELA D 112 (1957)
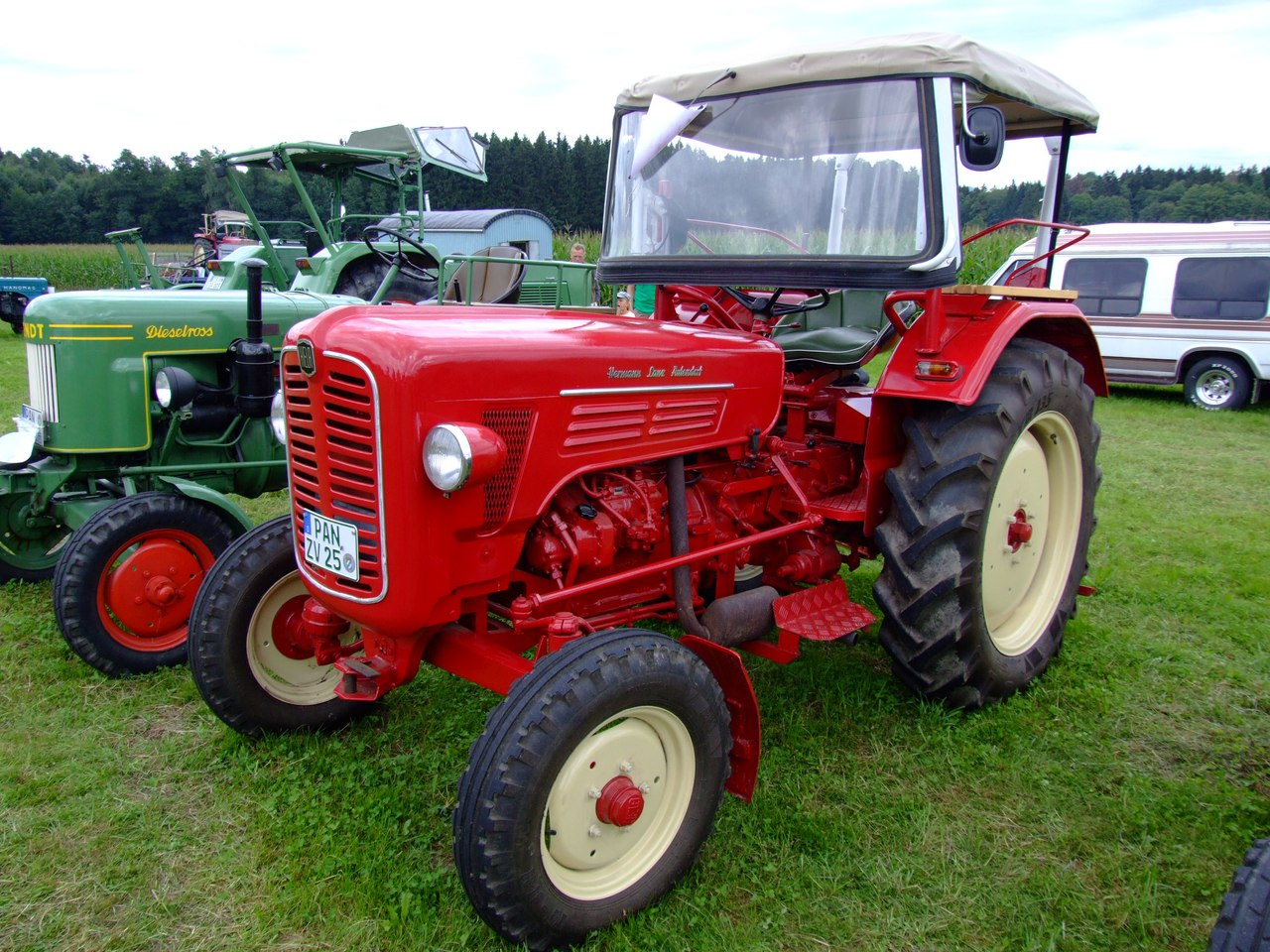
HELA (1963)